# Yusupha Njie
Yusupha Njie (Banjul, 1 de março de 1994) é um futebolista gambiano que atua como atacante. Atualmente joga pelo Al-Markhiya.
É filho de Biri Biri, amplamente considerado o melhor futebolista gambiano da história.

## Carreira

### Clubes
Nascido em Banjul, foi revelado nas categorias de base do Weavers FC antes de se mudar para a Cherno Samba Academy em 2004. Em 2009, realizou um período de testes no Brann, equipe da primeira divisão norueguesa onde seu meio-irmão Tijan Jaiteh atuava na época, além de treinar por 2 semanas no Sevilla, onde seu pai foi ídolo.
Sua estreia profissional foi no Real Banjul, onde jogou por 2 temporadas e foi campeão nacional em 2012. Um ano depois, foi destaque na vitória por 2 a 1 sobre o FUS Rabat na fase preliminar da Liga dos Campeões da CAF. A equipe gambiana foi eliminada no saldo de gols, mas seu desempenho chamou a atenção do técnico do FUS, Jamal Sellami, que pediu a contratação de Njie após um período de testes bem-sucedido em junho de 2013. Em 5 temporadas no clube marroquino, foram 62 partidas e 5 gols marcados, vencendo o Campeonato Marroquino de 2015–16 e a Taça do Trono Marroquino de 2015, chamando a atenção de equipes europeias.
Em julho de 2017, Njie foi emprestado ao Boavista por um ano, com opção de compra ao final do período. Os Axadrezados chegaram a assinar a cláusula de compra em junho de 2018, mas o atacante decidiu assinar com o Stade de Reims - o acordo foi cancelado após Njie ser reprovado nos exames médicos e o jogador foi reintegrado ao Boavista antes de renovar seu contrato por mais 2 anos. O atacante jogou 141 partidas com a camisa dos Axadrezados e marcou 36 gols em 6 temporadas.
Em junho de 2023, assinou com o Al-Markhiya por 2 anos, marcando 6 gols na campanha que terminou com o rebaixamento da equipe à segunda divisão catariana.
Em setembro de 2024, Njie assinou por empréstimo de um ano com o Santos. Durante a campanha na Série B, foi relacionado para apenas um jogo, contra a Chapecoense, válido pela 32ª rodada da competição. Não utilizado em nenhuma partida na campanha do título da Série B, Njie foi avaliado pelo então técnico do Santos, Fábio Carille, como um "jogador com problemas técnicos" e que "não ajudaria" o clube, deixando o Peixe em janeiro de 2025 para voltar ao futebol português, assinando com o Farense.

### Seleção Gambiana
Njie estreou pela Seleção da Gâmbia em junho de 2017, na derrota por 1 a 0 para o Benim.
Convocado para a Copa das Nações Africanas de 2021, jogou apenas contra a Guiné, pelas oitavas-de-final. Com uma campanha surpreendente em sua primeira participação no torneio, a Gâmbia chegou às quartas-de-final e foi eliminada com uma derrota por 2 a 0 para Camarões.

## Títulos
Real Banjul
- Campeonato Gambiano: 2012
- Supercopa da Gâmbia: 2012

FUS Rabat
- Campeonato Marroquino: 2015–16
- Taça do Trono Marroquino: 2015

Santos
- Campeonato Brasileiro da Série B: 2024